# NBA All-Star Weekend 2016
L'NBA All-Star Weekend 2016  si è disputato presso l'Air Canada Centre di Toronto da venerdì 12 febbraio a domenica 14 febbraio 2016. La manifestazione ha previsto vari eventi cestistici, e si è concluso con il 65º All-Star Game della NBA. Per la prima volta questa manifestazione si è giocata fuori dagli Stati Uniti d'America.

## Venerdì

### All-Star Celebrity Game
Il primo evento del weekend è l'All-Star Celebrity Game, per ragioni di sponsorizzazione noto come "Sprint NBA All-Star Celebrity Game". L'evento prevede una partita tra squadre di miste, composte da personaggi dello spettacolo ed ex giocatori NBA. Per questa edizione, la prima in Canada, si sono affrontati, il team USA, guidato dall'attore Kevin Hart, composto dagli attori Anthony Anderson, Bryshere Y. Gray, Michael B. Jordan, Nick Cannon e Jason Sudeikis, dagli ex giocatori Chauncey Billups e Muggsy Bogues, dalla giocatrice WNBA Elena Delle Donne, e dal proprietario dei Milwaukee Bucks Marc Lasry; contro il team Canada guidato dal rapper Drake, composto dagli attori Stephan James e Kris Wu, dal cantante Win Butler, dal tennista Milos Raonic, dai personaggi televisivi Johnathan e Drew Scott, dagli ex giocatori Rick Fox e Tracy McGrady e dalla giocatrice WNBA Natalie Achonwa.

### NBA Rising Stars Challenge
Il secondo evento del venerdì è l'NBA Rising Stars Challenge, una sfida tra due squadre miste di rookies e sophomores della stagione NBA 2015-2016. I giocatori sono stati selezionati dai vice allenatori delle squadre NBA. Le due rose sono state divise tra i giocatori statunitensi, guidati da Larry Drew, vice-allenatore dei Cleveland Cavaliers; e quelli provenienti dal resto del mondo allenati da Ettore Messina, vice-allenatore degli San Antonio Spurs. MVP della partita è stato eletto Zach LaVine, dei Minnesota Timberwolves.
| Toronto 12 febbraio 2015, ore 9:00 pm ET | Team World                          | 154 – 157 (79-88) referto | Team USA | Air Canada Centre (18.298 spett.)\| Arbitri: \| J.T. Orr Scott Twardoski Ben Taylor \| |
| Arbitri:                                 | J.T. Orr Scott Twardoski Ben Taylor |                           |          |                                                                                        |

#### Team World
| Team World          |      |                        |       |        |       |     |    |    |     |     |    |     |     |    |     |
| Giocatore           | Anno | Squadra                | MIN   | FG     | 3FG   | FT  | RO | RD | RIM | AST | FP | RUB | PER | ST | PT  |
| Andrew Wiggins      | S    | Minnesota Timberwolves | 29:42 | 13-15  | 0-2   | 3-4 | 1  | 1  | 2   | 5   | 2  | 0   | 1   | 0  | 29  |
| Kristaps Porziņģis  | R    | New York Knicks        | 27:39 | 12-16  | 5-8   | 1-2 | 0  | 5  | 5   | 4   | 1  | 0   | 2   | 1  | 30  |
| Nikola Jokić        | R    | Denver Nuggets         | 16:53 | 6-10   | 0-0   | 0-0 | 8  | 0  | 8   | 4   | 1  | 0   | 1   | 0  | 12  |
| Bojan Bogdanović    | S    | Brooklyn Nets          | 15:51 | 2-6    | 2-6   | 0-0 | 0  | 2  | 2   | 2   | 1  | 1   | 1   | 0  | 6   |
| Emmanuel Mudiay     | R    | Denver Nuggets         | 25:01 | 12-20  | 5-10  | 1-2 | 1  | 2  | 3   | 10  | 2  | 3   | 5   | 1  | 30  |
| Riserve             |      |                        |       |        |       |     |    |    |     |     |    |     |     |    |     |
| Mario Hezonja       | R    | Orlando Magic          | 23:31 | 8-19   | 3-9   | 0-0 | 2  | 8  | 10  | 7   | 0  | 2   | 4   | 1  | 19  |
| Dwight Powell       | S    | Dallas Mavericks       | 16:01 | 6-9    | 0-0   | 0-0 | 5  | 6  | 11  | 2   | 1  | 2   | 1   | 0  | 12  |
| Raul Togni Neto     | R    | Utah Jazz              | 17:59 | 1-1    | 0-0   | 0-0 | 0  | 1  | 1   | 9   | 0  | 0   | 1   | 0  | 2   |
| Clint Capela        | S    | Houston Rockets        | 15:07 | 6-9    | 0-1   | 0-0 | 2  | 5  | 7   | 1   | 0  | 1   | 2   | 0  | 12  |
| Trey Lyles          | R    | Utah Jazz              | 12:16 | 1-6    | 0-2   | 0-0 | 0  | 2  | 2   | 1   | 1  | 0   | 1   | 0  | 2   |
| Totale              |      |                        | 200   | 67-111 | 15-38 | 5-8 | 19 | 32 | 51  | 45  | 9  | 9   | 19  | 3  | 154 |
| All. Ettore Messina |      | San Antonio Spurs      |       |        |       |     |    |    |     |     |    |     |     |    |     |

#### Team USA
| Team USA           |      |                        |       |        |       |     |    |    |     |     |    |     |     |    |     |
| Giocatore          | Anno | Squadra                | MIN   | FG     | 3FG   | FT  | RO | RD | RIM | AST | FP | RUB | PER | ST | PT  |
| Zach LaVine        | S    | Minnesota Timberwolves | 23:40 | 13-20  | 2-3   | 2-2 | 4  | 3  | 7   | 4   | 0  | 1   | 1   | 0  | 30  |
| Jabari Parker      | S    | Milwaukee Bucks        | 23:40 | 6-10   | 0-2   | 0-0 | 0  | 1  | 1   | 5   | 0  | 1   | 2   | 1  | 12  |
| Karl-Anthony Towns | R    | Minnesota Timberwolves | 21:40 | 8-15   | 0-3   | 2-2 | 3  | 4  | 7   | 4   | 0  | 0   | 0   | 0  | 18  |
| Jordan Clarkson    | S    | Los Angeles Lakers     | 23:40 | 8-20   | 5-14  | 4-4 | 1  | 4  | 5   | 5   | 0  | 4   | 2   | 0  | 25  |
| Marcus Smart       | S    | Boston Celtics         | 21:40 | 1-8    | 1-5   | 0-0 | 2  | 2  | 4   | 5   | 0  | 1   | 0   | 0  | 3   |
| Riserve            |      |                        |       |        |       |     |    |    |     |     |    |     |     |    |     |
| D'Angelo Russell   | R    | Los Angeles Lakers     | 16:20 | 9-15   | 4-7   | 0-0 | 0  | 1  | 1   | 7   | 0  | 2   | 2   | 0  | 22  |
| Devin Booker       | R    | Phoenix Suns           | 18:20 | 9-13   | 5-8   | 0-1 | 1  | 0  | 1   | 0   | 2  | 1   | 0   | 0  | 23  |
| Elfrid Payton      | S    | Orlando Magic          | 16:20 | 0-2    | 0-1   | 0-0 | 0  | 1  | 1   | 0   | 0  | 1   | 1   | 0  | 0   |
| Jahlil Okafor      | R    | Philadelphia 76ers     | 17:57 | 6-7    | 1-1   | 0-0 | 2  | 2  | 4   | 3   | 3  | 1   | 1   | 0  | 13  |
| Rodney Hood        | S    | Utah Jazz              | 16:43 | 5-6    | 1-2   | 0-0 | 0  | 3  | 3   | 3   | 0  | 1   | 2   | 0  | 11  |
| Totale             |      |                        | 200   | 65-116 | 19-46 | 8-9 | 13 | 21 | 34  | 36  | 5  | 13  | 11  | 1  | 157 |
| All. Larry Drew    |      | Cleveland Cavaliers    |       |        |       |     |    |    |     |     |    |     |     |    |     |

## Sabato
Durante l'NBA All-Star Saturday Night si disputano: lo Skills Challenge, il Three-Point Contest e lo Slam Dunk Contest.

### Skills Challenge
Il "Taco Bell Skills Challenge" è una sfida di abilità, disputata tra giocatori NBA in attività.
- C.J. McCollum, Portland Trail Blazers
- Jordan Clarkson, Los Angeles Lakers
- Isaiah Thomas, Boston Celtics
- Emmanuel Mudiay[4], Denver Nuggets

- Draymond Green, Golden State Warriors
- Karl-Anthony Towns, Minnesota Timberwolves
- DeMarcus Cousins, Sacramento Kings
- Anthony Davis, New Orleans Pelicans

|  | Quarti di finale | Quarti di finale   | Quarti di finale |                    |   | Semifinali         | Semifinali | Semifinali |  |  | Finale | Finale        | Finale |
|  |                  |                    |                  |                    |   |                    |            |            |  |  |        |               |        |
|  | 1                | C.J. McCollum      | O                |                    |   |                    |            |            |  |  |        |               |        |
|  | 8                | Jordan Clarkson    | X                |                    |   |                    |            |            |  |  |        |               |        |
|  | 8                | Jordan Clarkson    | X                |                    |   | C.J. McCollum      | X          |            |  |  |        |               |        |
|  |                  |                    |                  |                    |   | C.J. McCollum      | X          |            |  |  |        |               |        |
|  |                  |                    | Isaiah Thomas    | O                  |   |                    |            |            |  |  |        |               |        |
|  | 4                | Isaiah Thomas      | Isaiah Thomas    | O                  | O |                    |            |            |  |  |        |               |        |
|  | 4                | Isaiah Thomas      |                  |                    | O |                    |            |            |  |  |        |               |        |
|  | 5                | Emmanuel Mudiay    | X                |                    |   |                    |            |            |  |  |        |               |        |
|  |                  |                    |                  |                    |   |                    |            |            |  |  |        | Isaiah Thomas | X      |
|  |                  |                    |                  | Karl-Anthony Towns | O |                    |            |            |  |  |        |               |        |
|  | 3                | Draymond Green     | X                |                    |   |                    |            |            |  |  |        |               |        |
|  | 6                | Karl-Anthony Towns | O                |                    |   |                    |            |            |  |  |        |               |        |
|  | 6                | Karl-Anthony Towns | O                |                    |   | Karl-Anthony Towns | O          |            |  |  |        |               |        |
|  |                  |                    |                  |                    |   | Karl-Anthony Towns | O          |            |  |  |        |               |        |
|  |                  |                    | DeMarcus Cousins | X                  |   |                    |            |            |  |  |        |               |        |
|  | 2                | DeMarcus Cousins   | DeMarcus Cousins | X                  | O |                    |            |            |  |  |        |               |        |
|  | 2                | DeMarcus Cousins   |                  |                    | O |                    |            |            |  |  |        |               |        |
|  | 7                | Anthony Davis      | X                |                    |   |                    |            |            |  |  |        |               |        |

### Three-Point Contest
Il "Foot Locker Three Point Contest" è la gara tra i migliori tiratori da 3 punti.
| Giocatore       | Squadra                | 1º t.   | Fin. |
| --------------- | ---------------------- | ------- | ---- |
| Klay Thompson   | Golden State Warriors  | 22      | 27   |
| Stephen Curry   | Golden State Warriors  | 21      | 23   |
| Devin Booker    | Phoenix Suns           | 20 (12) | 16   |
| J.J. Redick     | Los Angeles Clippers   | 20 (9)  | –    |
| James Harden    | Houston Rockets        | 20 (8)  | –    |
| Kyle Lowry      | Toronto Raptors        | 15      | –    |
| C.J. McCollum   | Portland Trail Blazers | 14      | –    |
| Khris Middleton | Milwaukee Bucks        | 13      | –    |

### Slam Dunk Contest
Al "Verizon Slam Dunk" partecipano i migliori schiacciatori del campionato.
| Giocatore      | Squadra                | 1º t.      | Fin.              |
| -------------- | ---------------------- | ---------- | ----------------- |
| Zach LaVine    | Minnesota Timberwolves | 99 (50+49) | 200 (50+50+50+50) |
| Aaron Gordon   | Orlando Magic          | 94 (45+49) | 197 (50+50+50+47) |
| Will Barton    | Denver Nuggets         | 75 (44+31) | -                 |
| Andre Drummond | Detroit Pistons        | 74 (36+38) | -                 |

## Domenica

### All Star Game
I roster per l'All Star Game sono stati pubblicati il 21 gennaio 2016 in diretta nazionale sulla televisione americana TNT. Il pubblico poteva votare tramite il sito ufficiale della Lega, tramite i social network o tramite SMS due guardie e tre giocatori lunghi per conference.
Kobe Bryant dei Los Angeles Lakers è stato il giocatore con più voti dell'anno con 1.891.614 voti, aggiudicandosi la sua 18ª partecipazione alla manifestazione piazzandosi davanti l'MVP dell'anno scorso Stephen Curry che ha ottenuto 1.604.325 voti. Gli altri giocatori della NBA Western Conference sono Russell Westbrook e Kevin Durant degli Oklahoma City Thunder, rispettivamente alla loro quinta e settima presenza all'All Star Game e Kawhi Leonard dei San Antonio Spurs che parteciperà a quest'incontro per la prima volta in carriera.
LeBron James dei Cleveland Cavaliers, con 1.089.206 voti, è stato il giocatore più votato della Eastern Conference. Per il nativo di Akron si tratta della 12ª presenza all'All Star Game, proprio come Dwyane Wade dei Miami Heat che con 941.466 voti entra nel quintetto base. Gli altri giocatori sono Kyle Lowry dei Toronto Raptors (seconda presenza), Paul George degli Indiana Pacers (terza presenza) e Carmelo Anthony dei New York Knicks alla sua nona presenza.
| Toronto 14 febbraio 2016 | Western Conference                  | 196 – 173 (40-43, 92-90, 145-136) referto | Eastern Conference | Air Canada Centre (18.298 spett.)\| Arbitri: \| Matt Boland Zach Zarba Dan Crawford \| |
| Arbitri:                 | Matt Boland Zach Zarba Dan Crawford |                                           |                    |                                                                                        |

#### Western Conference
| Western Conference  |                       |                   |        |       |     |    |     |     |     |    |     |     |    |     |
| Giocatore           | Squadra               | MIN               | FG     | 3FG   | FT  | RO | RD. | RIM | AST | FP | RUB | PER | ST | PT  |
| Kobe Bryant         | Los Angeles Lakers    | 25:49             | 4-11   | 1-5   | 1-2 | 1  | 5   | 6   | 7   | 1  | 1   | 1   | 0  | 10  |
| Kawhi Leonard       | San Antonio Spurs     | 25:39             | 8-15   | 1-6   | 0-0 | 3  | 3   | 6   | 3   | 0  | 2   | 2   | 0  | 17  |
| Kevin Durant        | Oklahoma City Thunder | 22:55             | 11-18  | 1-8   | 0-0 | 2  | 3   | 5   | 7   | 0  | 2   | 0   | 0  | 23  |
| Stephen Curry       | Golden State Warriors | 28:50             | 10-18  | 6-13  | 0-0 | 1  | 4   | 5   | 6   | 1  | 4   | 2   | 0  | 26  |
| Russell Westbrook   | Oklahoma City Thunder | 22:11             | 12-23  | 7-17  | 0-0 | 3  | 5   | 8   | 5   | 1  | 5   | 3   | 0  | 31  |
| Riserve             |                       |                   |        |       |     |    |     |     |     |    |     |     |    |     |
| Klay Thompson       | Golden State Warriors | 21:05             | 3-11   | 3-10  | 0-0 | 1  | 1   | 2   | 2   | 0  | 1   | 0   | 0  | 9   |
| James Harden        | Houston Rockets       | 21:05             | 8-14   | 7-12  | 0-0 | 0  | 4   | 4   | 3   | 0  | 0   | 1   | 0  | 23  |
| Anthony Davis       | New Orleans Pelicans  | 15:19             | 12-13  | 0-0   | 0-0 | 3  | 3   | 6   | 0   | 1  | 1   | 0   | 0  | 24  |
| Chris Paul          | Los Angeles Clippers  | 19:10             | 5-7    | 4-6   | 0-0 | 0  | 4   | 4   | 16  | 1  | 1   | 4   | 0  | 14  |
| LaMarcus Aldridge   | San Antonio Spurs     | 14:13             | 2-8    | 0-1   | 0-0 | 1  | 3   | 4   | 1   | 0  | 1   | 0   | 0  | 4   |
| Draymond Green      | Golden State Warriors | 12:08             | 2-6    | 0-1   | 0-0 | 1  | 4   | 5   | 0   | 1  | 2   | 1   | 0  | 4   |
| DeMarcus Cousins    | Sacramento Kings      | 11:36             | 5-5    | 1-1   | 0-0 | 1  | 3   | 4   | 1   | 2  | 0   | 0   | 0  | 11  |
| Totale              |                       | 240               | 82-149 | 31-80 | 1-2 | 17 | 42  | 59  | 51  | 8  | 20  | 14  | 0  | 196 |
| All. Gregg Popovich |                       | San Antonio Spurs |        |       |     |    |     |     |     |    |     |     |    |     |

#### Eastern Conference
| Eastern Conference |                     |                     |        |       |     |    |    |     |     |    |     |     |    |     |
| Giocatore          | Squadra             | MIN                 | FG     | 3FG   | FT  | RO | RD | RIM | AST | FP | RUB | PER | ST | PT  |
| LeBron James       | Cleveland Cavaliers | 20:13               | 6-13   | 1-5   | 0-0 | 0  | 4  | 4   | 7   | 0  | 0   | 4   | 0  | 13  |
| Paul George        | Indiana Pacers      | 26:49               | 16-26  | 9-19  | 0-0 | 0  | 5  | 5   | 1   | 0  | 1   | 3   | 0  | 41  |
| Carmelo Anthony    | New York Knicks     | 22:56               | 6-11   | 1-5   | 0-0 | 3  | 3  | 6   | 0   | 2  | 0   | 2   | 1  | 13  |
| Dwyane Wade        | Miami Heat          | 22:56               | 4-7    | 0-1   | 0-0 | 1  | 3  | 4   | 6   | 0  | 2   | 3   | 0  | 8   |
| Kyle Lowry         | Toronto Raptors     | 28:31               | 5-13   | 4-12  | 0-0 | 0  | 5  | 5   | 10  | 2  | 2   | 6   | 1  | 14  |
| Riserve            |                     |                     |        |       |     |    |    |     |     |    |     |     |    |     |
| DeMar DeRozan      | Toronto Raptors     | 18:54               | 9-15   | 0-3   | 0-1 | 1  | 0  | 1   | 2   | 0  | 1   | 1   | 0  | 18  |
| John Wall          | Washington Wizards  | 19:29               | 10-14  | 2-4   | 0-0 | 0  | 3  | 3   | 3   | 0  | 1   | 2   | 0  | 22  |
| Paul Millsap       | Atlanta Hawks       | 19:04               | 1-6    | 1-2   | 0-0 | 1  | 2  | 3   | 1   | 0  | 0   | 0   | 0  | 3   |
| Isaiah Thomas      | Boston Celtics      | 18:59               | 4-11   | 1-5   | 0-0 | 3  | 0  | 3   | 1   | 1  | 1   | 1   | 0  | 9   |
| Pau Gasol          | Chicago Bulls       | 14:31               | 3-7    | 0-1   | 3-4 | 1  | 6  | 7   | 1   | 2  | 1   | 1   | 0  | 9   |
| Andre Drummond     | Detroit Pistons     | 18:13               | 8-11   | 0-1   | 0-0 | 5  | 8  | 13  | 0   | 1  | 2   | 1   | 0  | 16  |
| Al Horford         | Atlanta Hawks       | 09:25               | 3-3    | 1-1   | 0-0 | 0  | 3  | 3   | 2   | 0  | 0   | 0   | 0  | 7   |
| Totale             |                     | 240                 | 75-137 | 20-59 | 3-5 | 15 | 42 | 57  | 34  | 8  | 11  | 24  | 2  | 173 |
| All. Tyronn Lue    |                     | Cleveland Cavaliers |        |       |     |    |    |     |     |    |     |     |    |     |